# Castellamonte
Castellamonte – miejscowość i gmina we Włoszech, w regionie Piemont, w prowincji Turyn.
Według danych na rok 2004 gminę zamieszkiwało 8999 osób, 236,8 os./km².